# شيكوكو
شيكوكو (باليابانية: 四国) وهي أصغر الجزر الرئيسية الأربع في اليابان وأقلها سكانًا، إذ يبلغ طولها 225 كم، وحوالي 50 إلى 150 كم عرضًا، ويبلغ عدد سكانها 4,086,457 (حسب الإحصائيات عام 2010). تقع شيكوكو جنوبي جزيرة هونشو وشرقي جزيرة كيوشو.

## تسمية شيكوكو
تعني كلمة 四国 (شيكوكو) البلدان الأربع وهي تشير إلى المقاطعات الأربع التي كانت في الجزيرة سابقا وهي مقاطعة أوا، مقاطعة توسا، مقاطعة سانوكي، مقاطعة إيو.

## منطقة شيكوكو الإدارية
تشكل جزيرة شيكوكو منطقة شيكوكو الإدارية (四国地方) والتي يتبع لها خمس محافظات هي:
- محافظة إهيمه
- محافظة كاغاوا
- محافظة كوتشي
- محافظة توكوشيما

## اقرأ أيضا
- مناطق اليابان